# Annette Eick
Pour les articles homonymes, voir Eick.
Annette Eick, née le 13 septembre 1909 à Berlin, et morte le 25 février 2010 était une écrivaine et poète juive lesbienne.

## Biographie
Annette Eick est née au sein d'une famille de juifs assimilés. Ses parents possèdent une entreprise de meubles prospère. Elle vit une enfance heureuse et protégée à Berlin Ouest. Jeune, Annette Eick est tombée amoureuse d’une de ses professeures nommée Erika von Hörsten. Cette dernière lui fait connaître les poèmes de Sappho, et l'amour lesbien quand elle donne à Annette Eick son premier « vrai baiser », juste après l'obtention de son diplôme. C'est à Berlin qu'Annette Eick découvre des lieux de rencontre où la « culture underground » lesbienne est en plein essor, comme par exemple le Dorian Gray sur Bülow Street, l'un des plus anciens bars pour femmes de la ville.  
Au cours des années 1920, période libérale dans la république de Weimar, Annette Eick écrit poèmes et nouvelles pour des magazines lesbiens, et participe notamment à la revue Garçonne. 
Au cours de années 1930, Annette Eick emménage avec une enseignante d'anglais originaire de Chicago. Mais à la suite d'une crise de violence de Francis à son encontre, Annette Eick fait le choix de quitter Berlin. Elle abandonne alors le journalisme et commence à travailler comme gouvernante dans une ferme de Havelberg, petite ville située au nord-ouest de Berlin. 

## Parcours dans la Seconde Guerre mondiale
Lors de la Nuit de Cristal en novembre 1938, le magasin de ses parents est détruit, et la ferme de Havelberg est évacuée de force par les Nazis. Annette Eick obtient un visa pour émigrer au Royaume-Uni grâce à l'entre-mise d'une amie qu'elle avait rencontrée dans un club lesbien berlinois dans les années 1920. Annette Eick s'installe alors à Londres et y travaille comme gouvernante, domestique et tutrice. Elle réchappe de justesse aux nombreux bombardements allemands, et profite pleinement des clubs pour émigrants. En 1944, elle fait la connaissance de Joy, une secrétaire de Londres, puis en 1949, de Gertrud Klingel, connue sous le nom Trud, qui deviendra sa compagne pendant plus de quarante ans, jusqu'au décès de cette dernière survenue en 1989. Après que Trud a pris sa retraite en 1964, elles partent s'installer dans le Devon. Annette Eick gère alors une crèche pour enfants dans leur propre maison pendant onze ans. Même s'il lui reste peu de temps à consacrer à l’écriture, après une dépression nerveuse (en réaction notamment à son évasion traumatique d'Allemagne), elle commence à écrire des poèmes en anglais. Son recueil de poèmes, Immortal Muse, est publié en 1984 et, adapté en un court-métrage intitulé The Immortal Muse par le réalisateur Jules Hussey en 2005.  
C'est en étant la seule femme à témoigner dans le documentaire Paragraphe 175, diffusé en 2000, qu'Annette Eick obtient la notoriété publique. Ce documentaire relate les expériences de cinq hommes gais et d'une lesbienne (Annette Eick) poursuivis en vertu du paragraphe 175, correspondant à l'article 175 du Code pénal allemand (Strafgesetzbuch) qui criminalisait l'homosexualité masculine, de 1871 à 1994. La plupart des travaux d'Annette Eick sont restés cependant inédits. 
Ses parents sont morts en déportation dans le camp d'extermination d'Auschwitz. 